# Glaphyra moraveci
Glaphyra moraveci là một loài bọ cánh cứng trong họ Cerambycidae.